# Хантер, Иэн
Иэн Хантер Паттерсон (англ. Ian Hunter Patterson; 3 июня 1939, Озуэстри, графство Шропшир, Англия) — британский рок-музыкант-мультиинструменталист и автор песен, известный прежде всего по участию в Mott the Hoople (с 1969 по 1974 годы), группы, прославившейся глэм-рок-хитом «All The Young Dudes».
Несмотря на «преклонный» с точки зрения панков возраст (в 1977 году ему было 38 лет) и относительно консервативное музыкальное мировоззрение, Хантер пользовался авторитетом на нововолновой сцене и в Британии считается одним из прото-панк-рокеров. В 1974 году Хантер начал сольную карьеру, прежних коммерческих высот не достиг, но приобрёл культовую известность.

## Биография
Иэн Хантер родился 3 июня 1939 года в Овестри (графство Шропшир), но детские годы провёл во многих городах Британии: отец (по словам Иэна Хатера) работал в MI5, и семья часто переезжала с места на место.
В конце 1950-х годов Иэн Хантер на конкурсе молодых исполнителей в Butlin’s Holiday Camp познакомился с Колином Йорком и Колином Брумом, участниками группы The Apex Group из Нортгемптона. Трио на конкурсе исполнило песню «Blue Moon», аккомпанируя себе на акустических гитарах и одержало победу.
Вскоре Хантер покинул дом, поступив на работу в компанию British Timpken и продолжая выступать с The Apex Group в качестве ритм-гитариста. В 1958 году Хантер покинул ансамбль; это произошло незадолго до того, как вышел дебютный сингл «Yorkshire Relish, Caravan» вышедший на John Lever Records. Хантер вернулся в Шрусбери, где поступил на работу в компанию McGowans и основал дуэт двух гармоник с Тони Уордлом, по образцу более известного местного коллектива Morton Fraser’s Harmonica Gang.
Вместе с невестой Дайаной (вскоре ставшей его женой и родившей сына Стивена) Иэн Хантер вернулся в Нортхэмптон, поселился в Сент-Джеймс-энде и вернулся в The Apex Group. Группа имела стабильную работу в клубах и на военных базах, но Хантер не испытывал творческого удовлетворения: его особенно напрягали формальные костюмы, в которых группа выходила на сцену, постепенно приближаясь к стандартам ритм-энд-блюзового ревю. В 1963 году он образовал собственный коллектив Hurricane Henry and the Shriekers, пригласив Тони Марриотта (ударные, экс-Dave Crane & The Strangers), Джулиана Култера (гитара, экс-The Jetstreams) и Боба Уэсли (бас-гитара, экс-Johnny Dave Combo). Вскоре певец Фредди 'Фингер' Ли в марте 1964 года присоединился к группе Хантера; последний переключился на бас и отошёл от микрофона. Наконец, Фрэнк Шорт, лидер The Apex Group, прослышал о «двуличии» Хантера и уволил его из своего состава. Примерно в это время (в конце 1963 — начале 1964 года) The Apex записали второй альбом для лейбла John Lever Records (под названием The Apex Rhythm & Blues All Stars); Хантер в работе над ним уже не принимал.
По предложению Фредии The Shriekers отправились в Германию и начали работать в тех же клубах, где бывали и Beatles. В интервью 2004 года Хантер говорил, что именно в ходе этой поездки у него впервые появилась мысль о том, что он сможет в будущем заниматься музыкой профессионально.
В 1966 году Хантер переехал в Лондон, где вошёл в состав The Scenery, группы, где играли также гитарист Миллер Андерсон, ударник Дэйв Дюфорт и клавишник Данте Смит. Год спустя Андерсон познакомил Хантера с Миком Ронсоном, сотрудничество с которым с тех пор не прекращалось:41.
В 1967 году Смит и Дюфорт покинули группу, а за ударные сел Джон Вернон Смит. The Scenery вместе с продюсером Биллом Фарли записались на студии Regent Sound; записи были без ведома музыкантов выпущены за рубежом лейблом Impact в Бельгии и Франции. В начале 1968 года The Scenery прекратили своё существование; Дюфорт и Андерсон вошли в состав Paper Blitz Tissue, а Иэн Хантер присоединился к Фредди Ли в ретро-шоу-группе At Last The 1958 Rock and Roll Show, с ударником Питом Филипсом и гитаристом Крисом Мэйфилдом. Квартет стал регулярно выступать в эдмонтонском клубе The Angel, к нему проявили интерес Chrysalis Records и издательство NEMS, но контрактов подписано не было. При участии Миллера Андерсона был записан сингл «I Can’t Drive» для CBS, но на этом история шоу завершилась, если не считать того, что, переименовавшись в Charlie Woolfe, оно выпустило сингл «Dance, Dance, Dance». В это же время Хантер играл и с другими исполнителями: в их числе были The Young Idea, Билли Фьюри и Дэвид Макуильямс.
В конце 1968 года Микки Мост пригласил Хантера и Дюфорта в группу, которую предполагалось назвать The New Yardbirds (двумя другими участниками проекта стали вокалист Джонни Гилпин и гитарист Мик Строуд); поскольку именно так называлась некоторое время группа Джимми Пейджа, возник слух о том, что Хантер был одним из участников первого состава Led Zeppelin. Хантеру даже выдали месячную зарплату как участнику The New Yardbirds, но проект Мо́ста остался нереализованным. В эти годы Хантер подрабатывал журналистикой (в частности, для компании Francis, Day & Hunter; к последнему имени он не имел отношения) и даже на дорожном строительстве.

### Mott The Hoople
К 1969 году у Хантера уже было двое детей, но он не оставлял надежд вернуться к профессиональной музыкальной деятельности. Как раз в это время Мик Ральфс вместе с органистом Верденом Алленом присоединился к группе The Shakedown Sound, аккомпанировавшей Джимми Клиффу. В состав пришли Стэн Типпинс (вокал), Оверенд Уоттс (бас-гитара) и Дэйл Гриффин; квинтет переименовался в Silence и получил право на прослушивание у импресарио Гая Стивенса. Очень скоро последовало новое переименование: группа назвалась в честь персонажа романа Уилларда Мануса Mott The Hoople и пригласила к микрофону Хантера.
Группу немедленно поддержала музыкальная критика; в числе её первых фанатов, как позже выяснилось, были участники Clash. В конечном итоге выяснилось, что популярность у группы культовая; никакие ухищрения промоутера Стивенса не могли обеспечить ей массовый успех. После концерта в Швейцарии в 1972 году Mott the Hoople объявили о том, что прекращают свою деятельность.
Именно в этот момент Дэвид Боуи, один из поклонников группы, предложил её участникам только что написанную им песню. «Он, вообще-то, предложил нам сначала 'Suffragette City', которая на меня впечатления не произвела. А потом присел на пол в офисе издателей на Риджент-стрит И сыграл на акустической гитаре 'All The Young Dudes'», — вспоминал Хантер. Сингл вознёсся до #3 в UK Singles Chart и группа начала вторую жизнь, в которой Боуи продолжал принимать участие, подсказывая (как вспоминал Ральфс) всевозможные студийные трюки. Мик Ронсон, гитарист Боуи, также сыграл свою роль в формировании звучания Mott the Houple.
Mott the Hoople имели значительный коммерческий успех с альбомами All the Young Dudes (1972, продюсер — Дэвид Боуи); Mott (1973) и The Hoople (1974), синглами «Honaloochie Boogie», «All The Way From Memphis». После того, как Мик Ральфс в 1973 году перешёл в Bad Company, Хантер некоторое время сам играл на гитаре, позже уступив эту роль Лютеру Гроссвенору, которого, в свою очередь на некоторое время, завершив работу со Spiders from Mars, заменил Ронсон. В альбоме The Hoople (1974) Хантер описал свой стресс в песне «Marionette» и рассказал о проблемах с психическим состоянием и физическом здоровье, включая частые панические атаки. В ноябре 1974 года, измотанный требованиями написания песен и конфликтами в группе, Хантер попал в больницу на пять дней, что стало концом карьеры Хантера в группе. Это произошло на фоне подготовки к туру по США. В декабре 1974 года Хантер вышел из состава группы, после чего та продолжила выступать и записываться уже как Mott (позже — British Lions).
В 2009 году Mott the Hoople в оригинальном составе воссоединились и в октябре дали два концерта в лондонском зале Hammersmith Apollo.

### После распада
После ухода из Mott the Hoople Иэн Хантер объединил усилия с Миком Ронсоном. Дуэт выпустил альбом Ian Hunter (первоначальное название Hunter Ronson не прошло из-за условий контракта). Затем сотрудничество с Ронсоном прервалось; сообщалось, что причиной тому явилось нежелание Хантера иметь дело с Тони ДеФрисом, менеджером последнего. Первый сольный сингл Хантера, «Once Bitten Twice Shy», из дебютного альбома, стал хитом, поднявшись в Британии до #14.
Второй альбом Хантера, All American Alien Boy, был в большей степени ориентирован на музыку соул; в его записи принимали участие саксофонист Дэвид Санборн, бас-гитарист Жако Пасториус и (в одном треке) Queen (последние когда-то выступали у Mott the Hoople разогревщиками).
Третий альбом Overnight Angels, записанный продюсером Роем Томасом Бейкером (при участии гитариста Эрла Слика, игравшего с Боуи), был уже ориентирован на более тяжёлый гитарный звук. Columbia Records, однако, выпускать альбом в США отказалось: Хантер утверждал, что причиной тому стало то, что он в тот момент уволил своего менеджера Фреда Хеллера.

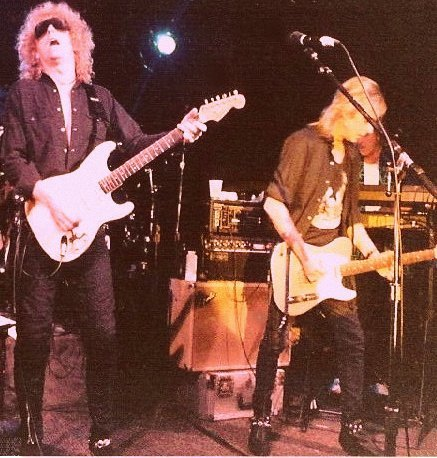
Иэн Хантер и Мик Ронсон в 1988 году

Хантер с Ронсоном записали более успешный альбом You’re Never Alone With a Schizophrenic, в работе над которым принимали участие музыканты The E Street Band, группы Брюса Спрингстина, а также Джон Кейл. Две песни альбома впоследствии имели успех как кавер-версии: сингл «Ships» в 1979 году в исполнении Барри Манилоу стал американским хитом, а в 1997 году «Cleveland Rocks» записала группа Presidents of the United States of America. Вторая из этих двух песен стала неофициальным гимном штата Огайо. В 1979 году символические ключи от города вручил Хантеру мэр Кливленда Денис Кусинич.
Ронсон и Хантер провели успешное концертное турне, результатом которого стали концертный альбом Welcome to the Сlub и телевизионные записи концертов в Кливленде, Эссене и Париже (до сих пор официального не выпущенные).
80-е были периодом относительного затишья: после Short Back ’n’ Sides, записанного с Миком Ронсоном и Миком Джонсом, последовал All of the Good Ones are Taken (где выделяется трек «Death ’n’ Glory Boys», единственный с участием Ронсона). Следующие несколько лет на записывался только для саундтреков («Учитель», «Ночь страха» — опять же с Ронсоном). В 1988 году Хантер и Ронсон отправились в тур с новым материалом, а в 1989 под именем Hunter/Ronson выпустили альбом YUI ORTA (Why you I oughta) и продолжили гастроли. В 1992 оба участвовали в концерте памяти Фредди Меркьюри. творческий союз Хантера и Ронсона распался в 1993 году, когда Мик Ронсон умер от рака. Потеряв друга и музыканта, как нельзя лучше понимавшего и претворявшего в жизнь его идеи, Иэн Хантер только через несколько лет вернулся в студию и на сцену. В 1996 он записал альбом The Artful Dodger, включив в него песню-посвящение Michael Picasso.

### 2002 —

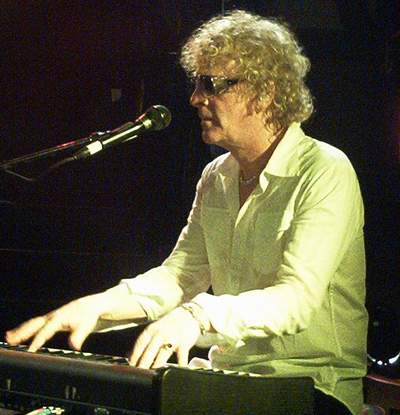
Иэн Хантер в октябре 2004 года

На события 11 сентября в Нью-Йорке Хантер откликнулся песней Twisted Steel. В 2002 году он выступил с симфоническим оркестром в Осло, переработав самые известные песни, начиная с репертуара Mott the Hoople. В 2005 Хантер получил Classic Rock Award в номинации «Лучший автор», а в 2007 номинировался с новым альбомом Shrunken Heads. На этот раз награда досталась не ему, зато вместе с Джо Эллиотом он вручил Inspiration Award жене и дочери Мика Ронсона.
Альбом «Defiance Part 1» был выпущен 21 апреля 2023 года.

## Дискография

### Сольные альбомы
- Ian Hunter (1975)
- All-American Alien Boy (1976)
- Overnight Angels (1977)
- You’re Never Alone with a Schizophrenic (1979)
- Welcome to the Club (1980) — концертный
- Short Back ’n’ Sides (1981)
- All of the Good Ones Are Taken (1983)
- YUI Orta (с Миком Ронсоном) (1990)
- BBC Live in Concert (The Hunter Ronson Band) (1995) — концертный
- Ian Hunter’s Dirty Laundry (1995)
- The Artful Dodger (1996)
- Missing in Action (2000) — концертный сборник
- Once Bitten Twice Shy (2000)
- Rant (2001)
- Strings Attached (DVD, CD) (2004)
- Just Another Night (DVD, 2004)
- The Truth, The Whole Truth, Nuthin’ But The Truth (CD) (2005)
- Shrunken Heads (2007)
- Man Overboard (2009)
- When I’m President (2012) — совместно с The Rant Band
- Live in the UK 2010 (2014) — концертный, совместно с The Rant Band
- Fingers Crossed (2016) — совместно с The Rant Band
- Defiance Part 1 (2023)
- Defiance Part 2: Fiction (2024)